# Han och hon
Han och hon, med underrubriken "en själs utvecklingshistoria" är en brevroman sammanställd av August Strindberg 1886, men utgiven först efter dennes död. Verket består till största delen av brevväxlingen mellan Strindberg och hans blivande hustru Siri von Essen från 1875–1876. Romanen var tänkt som en del av den självbiografiska sviten Tjänstekvinnans son (1886), men sedan den refuserats använde Strindberg den istället som underlag för romanen En dåres försvarstal (skriven 1887–1888).